# Idala, Kungsbacka kommun
Idala är kyrkbyn i Idala socken i Kungsbacka kommun, Halland. Idala kyrka ligger här.